# Paraleucophenga shanyinensis
Paraleucophenga shanyinensis är en tvåvingeart som beskrevs av Chen och Masanori Joseph Toda 1994. Paraleucophenga shanyinensis ingår i släktet Paraleucophenga och familjen daggflugor. Inga underarter finns listade i Catalogue of Life.